# DN73A főút (Románia)
A DN73A egy másodrendű főút (drum național secundar) Romániában, Brassó megye területén. Predeált köti össze Sárkánnyal, Barcarozsnyó érintésével; hossza 68,275 kilométer. Mind kezdeti, mind végpontja a DN1 főútból ágazik el.

## Története
A Predeál–Barcarozsnyó-szakaszt a katonaság építette 1929-ben Mária román királyné utasítására, hogy a királyi család lerövidíthesse az utat sinaiai és törcsvári rezidenciái között. A Barcarozsnyó–Sárkány-szakasz egy ennél régebbi országút.

## Leírása
Túlnyomóan hegyi út, mely a Kárpátkanyar területén helyezkedik el. A Bucsecs-hegység és a Barcasági-hegyek vonulatai között, majd a Királykő-hegység keleti határán kanyarog. Kétsávos, szélessége 7 méter, meredeksége legtöbb 6%.
A Predeál–Barcarozsnyó-szakasz egy 21,1 km hosszú szerpentines, panorámikus út, ahonnan kiváló kilátás nyílik a Keresztényhavas nyugati vonulataira. Innen közelíthető meg Hidegpatak, Cheișoara üdülőtelep és a Rozsnyói-szoros; szezonban általában túlzsúfolt. Az útszakaszon raliversenyeket is szoktak tartani.
Barcarozsnyónál keresztezi a DN73 és DN1E főutakat. Ezután Zernest irányába halad, majd Ótohán után északnyugatnak fordul, áthalad az almásmezei hágón, érinti Almásmező, Újsinka, Ósinka, Ohába, Vád településeit, és Sárkánynál ér véget.